# Liste der Biografien/Leip
Liste der Biografien |
Portal Biografien |
Personensuche
# |
A |
B |
C |
D |
E |
F |
G |
H |
I |
J |
K |
L |
M |
N |
O |
P |
Q |
R |
S |
T |
U |
V |
W |
X |
Y |
Z |
?
 
La |
Lb |
Lc |
Le |
Lg |
Lh |
Li |
Lj |
Ll |
Lm |
Lo |
Lp |
Lt |
Lu |
Lv |
Lw |
Lx |
Ly |
Lz
 
Lea |
Leb |
Lec |
Led |
Lee |
Lef |
Leg |
Leh |
Lei |
Lej |
Lek |
Lel |
Lem |
Len |
Leo |
Lep |
Leq |
Ler |
Les |
Let |
Leu |
Lev |
Lew |
Lex |
Ley |
Lez
 
Leia |
Leib |
Leic |
Leid |
Leie |
Leif |
Leig |
Leih |
Leij |
Leik |
Leil |
Leim |
Lein |
Leip |
Leir |
Leis |
Leit |
Leiu |
Leiv |
Leiw |
Leix |
Leiz
Die Liste der Biografien führt alle Personen auf, die in der deutschsprachigen Wikipedia einen Artikel haben. Dieses ist eine Teilliste mit 73 Einträgen von Personen, deren Namen mit den Buchstaben „Leip“ beginnt.

## Leip
- Leip, Annabelle (* 1980), deutsche Schauspielerin
- Leip, Hans (1893–1983), deutscher Schriftsteller und Dichter
- Leip, Rudolf (1890–1948), deutscher Fußballspieler

### Leipa
- Leipart, Theodor (1867–1947), deutscher Gewerkschafter

### Leipe
- Leipelt, Hans (1921–1945), deutscher Student und Mitglied der Weißen Rose
- Leipelt, Katharina (1892–1943), deutsche Chemikerin und Widerstandskämpferin gegen den Nationalsozialismus
- Leipelt, Konrad (1886–1942), deutscher Ingenieur und Manager
- Leipelt, Maria (1925–2008), deutsch-amerikanische Biochemikerin
- Leipen, Elsa (1876–1957), österreichisch-US-amerikanische Schriftstellerin
- Leiper, George Gray (1786–1868), US-amerikanischer Politiker
- Leiper, Henry Smith (1891–1975), US-amerikanischer Missionar und Kirchenfunktionär
- Leiper, Robert Thomson (1881–1969), britischer Parasitologe und Helminthologe
- Leiper, William (1839–1916), schottischer Architekt und Aquarellmaler
- Leipertz, Robert (* 1993), deutscher Fußballspieler

### Leiph
- Leipheimer, Levi (* 1973), US-amerikanischer RadrennfahrerLevi Leipheimer (* 1973)

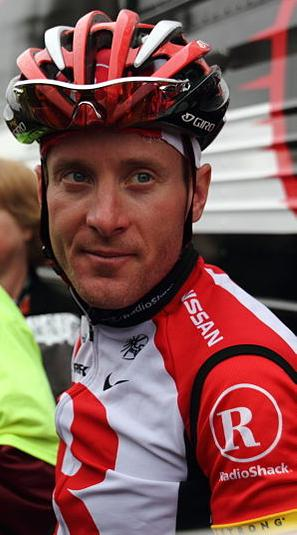
Levi Leipheimer (* 1973)

- Leipholz, Horst (1919–1988), deutscher Ingenieurwissenschaftler

### Leipn
- Leipner, Eugen (* 1956), deutscher Langstreckenläufer
- Leipner, Friedrich (1896–1957), deutscher Verwaltungsbeamter
- Leipnitz, Harald (1926–2000), deutscher Schauspieler
- Leipnitz, Jan, deutscher Jazzmusiker (Schlagzeug)

### Leipo
- Leipold, Alexander (* 1969), deutscher RingerAlexander Leipold (* 1969)

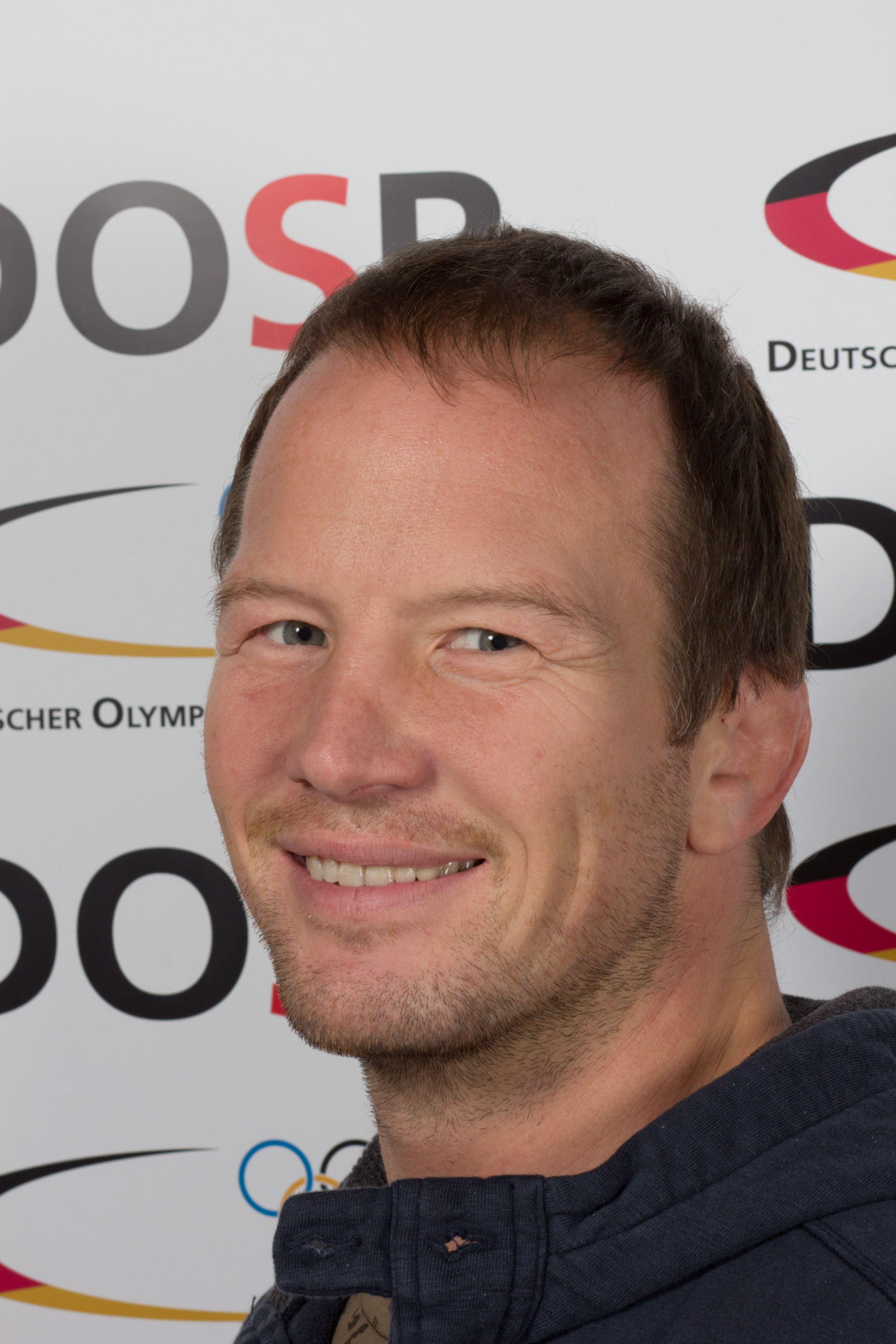
Alexander Leipold (* 1969)

- Leipold, André (* 2001), deutscher Fußballspieler
- Leipold, Anton (1870–1939), deutscher Architekt und Bildhauer
- Leipold, Bernhard (* 1972), deutscher Psychologe
- Leipold, Bruno (1879–1948), deutscher Violinist, Lehrer, Kantor und Komponist
- Leipold, Dieter (1937–2014), deutscher Braumeister und Unternehmer
- Leipold, Dieter (* 1939), deutscher Rechtswissenschaftler
- Leipold, Gerd (* 1951), deutscher Umweltaktivist
- Leipold, Inge (1946–2010), deutsche Übersetzerin
- Leipold, Joachim (* 1809), deutscher Landwirt und Mitglied der kurhessischen Ständeversammlung
- Leipold, John (1888–1970), US-amerikanischer Filmkomponist
- Leipold, Josef (1913–1949), deutscher SS-Obersturmführer und Kommandant des SS-Arbeitslagers Budzyń
- Leipold, Karl (1864–1943), deutscher Maler
- Leipold, Klaus (* 1955), deutscher Jurist
- Leipold, Peter (* 1987), deutscher Dirigent und Komponist
- Leipold, Roland (1930–2000), deutscher Oberst und Archivar
- Leipold, Samuel (* 1988), Schweizer Jazzmusiker (Gitarre)
- Leipold, Sebastian (* 1983), deutscher Volleyballtrainer
- Leipold, Ulrike, deutsche Filmeditorin
- Leipoldt, Johannes (1880–1965), deutscher Theologe, MdV
- Leipoldt, Johannes (1900–1974), deutscher Historiker, Museologe und Flurnamenforscher

### Leipp
- Leippi, Woldemar (1930–2018), deutscher Schauspieler, Synchronsprecher, Hörspielregisseur und sprecher
- Leipprand, Ernst (1905–1942), deutscher Historiker und Bibliothekar
- Leipprand, Eva (* 1947), deutsche Politikerin (Bündnis 90/Die Grünen), Übersetzerin und Schriftstellerin
- Leipprand, Julius (1830–1899), württembergischer Oberamtmann
- Leipprand, Rudolph (1829–1901), Kaufmann und Politiker der Freien Stadt Frankfurt

### Leipr
- Leiprecht, Carl Joseph (1903–1981), deutscher Geistlicher, römisch-katholischer BischofCarl Joseph Leiprecht (1903–1981)

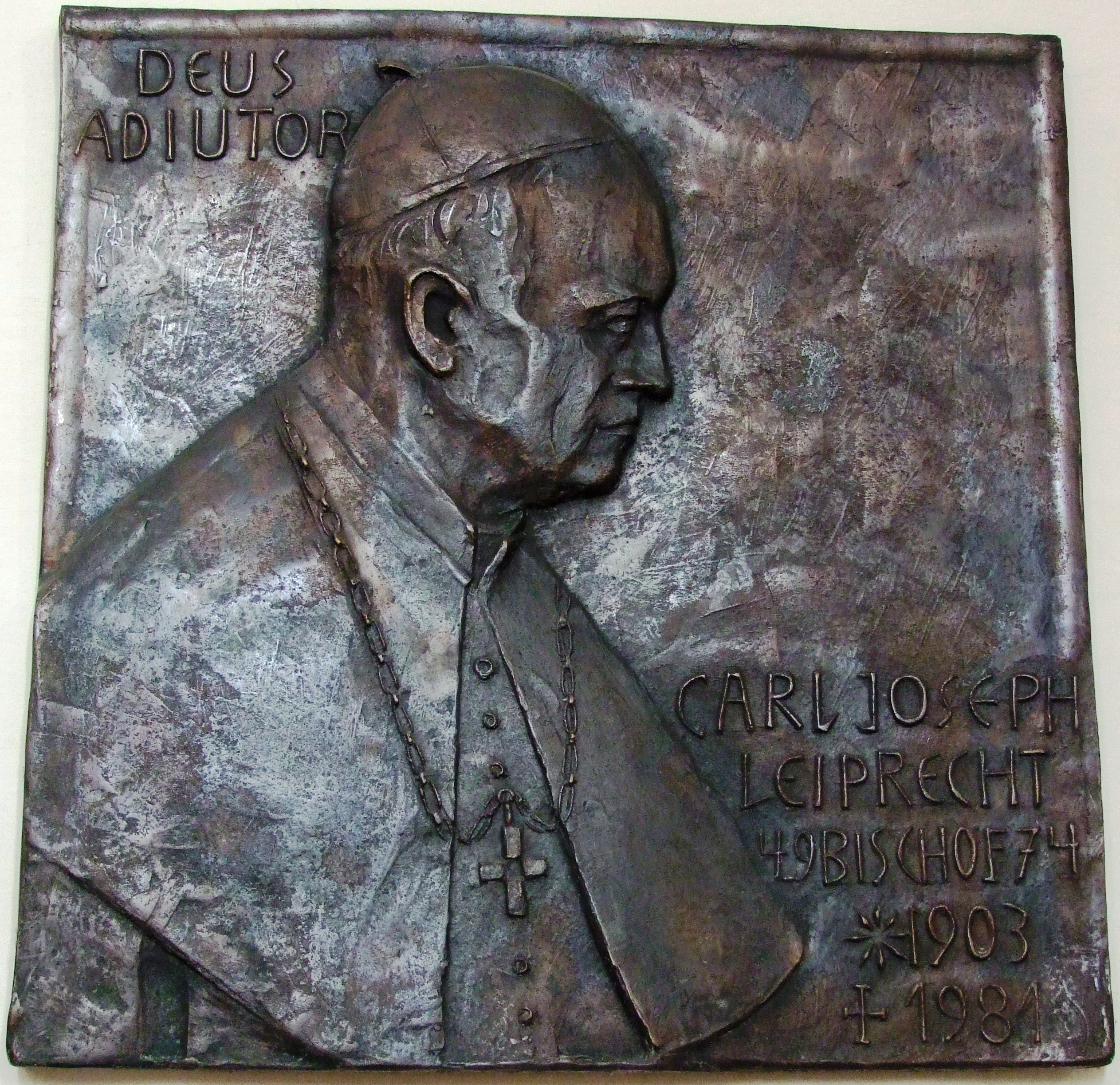
Carl Joseph Leiprecht (1903–1981)

- Leiprecht, Rudolf (* 1955), deutscher Sozialpädagoge und Hochschullehrer

### Leips
- Leipsic, Brendan (* 1994), kanadischer Eishockeyspieler

### Leipu
- Leipunski, Alexander Iljitsch (1903–1972), sowjetischer Physiker
- Leiputė, Orinta (* 1973), litauische Politikerin

### Leipz
- Leipzig, Arthur (1918–2014), US-amerikanischer Fotograf
- Leipzig, Erich von (1860–1915), preußischer Oberst und Militärattaché
- Leipzig, Francis Peter (1895–1981), US-amerikanischer römisch-katholischer Geistlicher
- Leipzig, Heinrich von, kurfürstlich-sächsischer Beamter, Amtshauptmann in Torgau und Liebenwerda
- Leipzig, Heinrich von (1866–1940), sächsischer Verwaltungs- und Hofbeamter und Diplomat
- Leipzig, Hellmut von (1921–2016), deutsch-namibischer Soldat im Zweiten WeltkriegHellmut von Leipzig (1921–2016)

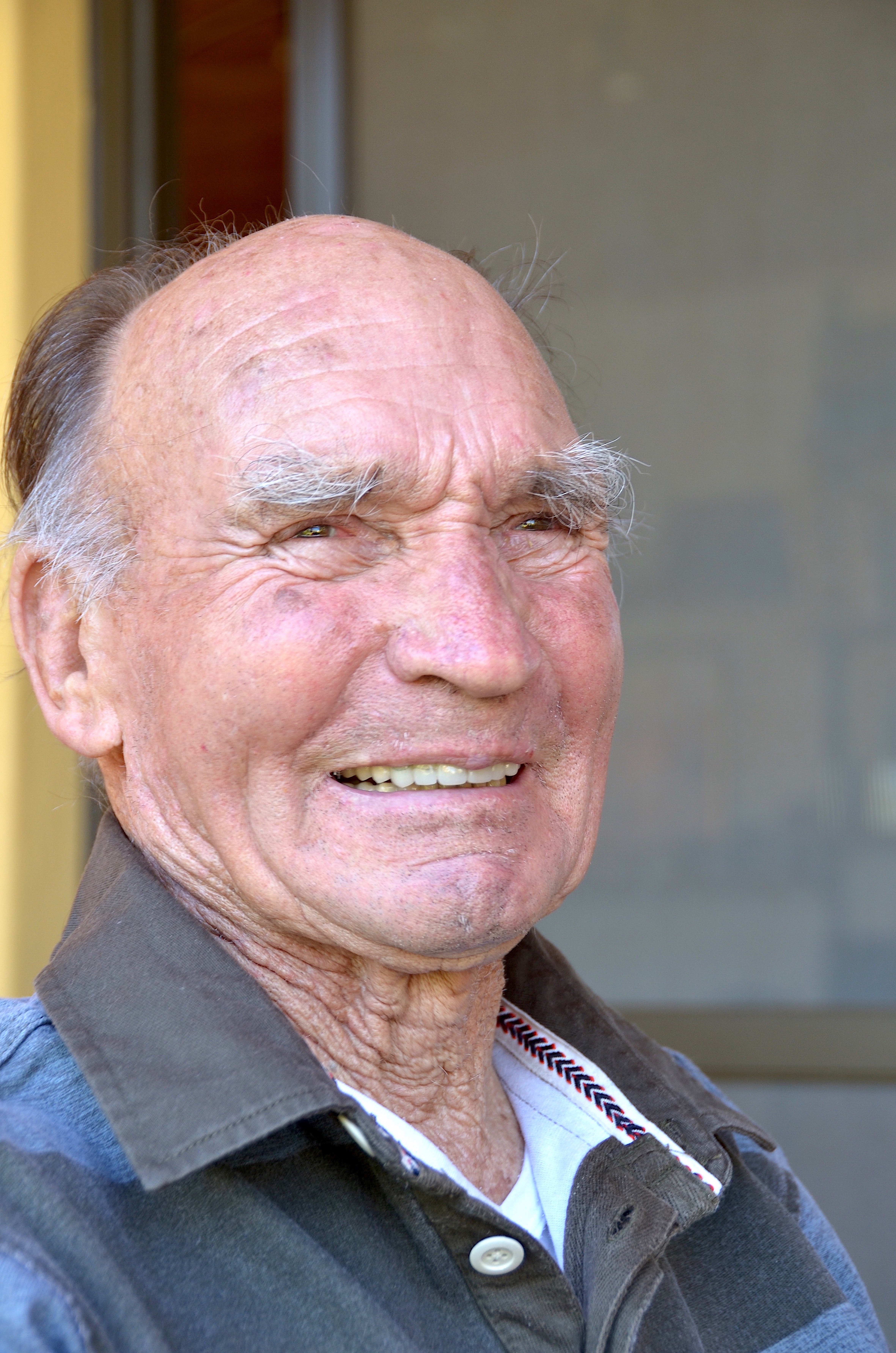
Hellmut von Leipzig (1921–2016)

- Leipziger, Adolf Hilmar von (1825–1891), deutscher Jurist; preußischer Landrat, Regierungspräsident und Oberpräsident
- Leipziger, August Wilhelm von (1764–1829), deutscher Schriftsteller
- Leipziger, Christoph Heinrich von (1678–1748), königlich-polnischer und kurfürstlich-sächsischer Stallmeister, Kammerherr, Amtshauptmann und Rittergutsbesitzer
- Leipziger, Ernst von (1837–1903), preußischer General der Kavallerie und Gouverneur von Köln
- Leipziger, Friedrich Wilhelm Curt von (1761–1824), deutscher Beamter und Landrat
- Leipziger, Heinrich Ernst von (1718–1790), preußischer Generalmajor, Chef des Infanterieregiments Nr. 3 und Ritter des Pour le Mérite
- Leipziger, Hermann von (1814–1886), deutscher Rittergutsbesitzer, Reichstagsabgeordneter
- Leipziger, Hugo von (1822–1896), deutscher Verwaltungsjurist, Staatsminister in Sachsen-Altenburg
- Leipziger, Jana Josephina (* 1978), deutsch-schweizerische Schauspielerin und Sängerin
- Leipziger, Jürg W. (* 1943), Schweizer Unternehmer und PR-Berater
- Leipziger, Karl (1925–2009), deutscher evangelischer Theologe
- Leipziger, Karl von (1848–1924), deutscher Rittergutsbesitzer und Politiker, MdR
- Leipziger, Leo (1861–1922), deutscher Schriftsteller und Librettist
- Leipziger, Moritz von (1795–1865), preußischer Landrat
- Leipziger, Vilmos (1840–1913), preußischer Großindustrieller
- Leipziger-Pearce, Hugo (1902–1998), deutscher Architekt